# Aeródromo de Xicoténcatl
El Aeródromo de Xicoténcatl (Código OACI: MM56 - Código DGAC: XIC) es un pequeño aeropuerto privado de uso público ubicado 4 kilómetros al sur de la ciudad de Xicoténcatl, Tamaulipas y es operado por la Compañía Azucarera del Río Guayalejo S.A. de C.V. Cuenta con una pista de aterrizaje de 1,270 metros de largo y 12 metros de ancho con gotas de viraje en ambas cabeceras, una plataforma de aviación de 2,500 metros cuadrados, 2 calles de rodaje y hangares. El aeródromo solo se utiliza con propósitos de aviación general.